# Џакар
Џакар (џонгкански: བྱ་དཀར།; енгл. Jakar) је град у централном Бутану и административни центар је провинције Бумтанг. Сам назив Џакар се отприлике преводи као бела птица. Град је познат по будистичким манастирима.

## Географија
Џакар се налзи у долини Бумтанг, у гевогу Чокхор у централном Бумтангу. Међутим, административно Џакар је посебан општина унутар гевога. Административна канцеларија за Чокхор Гевог се налази у северном предграђу Џакара. У Џакару према подацима из 2005. године живи 772 становника.
Северно од Џакара налати се Вангчук Сентенијал парк, заштићено подручје Бутана..

## Туризам
Будући да се налази у пространом и шумом покривена Бумтанг долином, област је такође популарна туристичка дестинација. У граду постоји неколико хотела, гостинских кућа и трговинских радњи.
Манастир Џакар Џонг представља главну атракцију. Налази се на врху гребена, а његов обим је 1500 m. Изграђен је 1667. године.
У Џакару се налази и аеродром за домаће летове Бартхпалатханг.

## Култура
Џакар, као и остатак џонгхаг Бумтанга је културолошки део источног Бутана. Џонгка језик је национлни језик администрације и наставе, али поред њега у употреби су и локални језици, бумтаншки и брокатски. Џакар је познат широм Бутана по тканим вуненим стварима карактеристично објеним јарких бојама који се називају yethra. У целом џонгхагу Бумтанг има укупно 19 школа.

## Галерија
- Центар града
- Храм Џакар-лакханг у центру града